# Hana Lišková
Hana Lišková (Praga, 4 giugno 1952) è un'ex ginnasta cecoslovacca.
Ha partecipato ai Giochi di Città del Messico 1968 e di Monaco di Baviera 1972, vincendo l'argento nell'edizione messicana, gareggiando nel concorso a squadre.